# Nintendo Switch Lite
Nintendo Switch Lite (ニンテンドースイッチ ライト, Nintendo Suitchi Raito) és una videoconsola portàtil en desenvolupament per Nintendo en 2019. Aquesta consola és una revisió de la Nintendo Switch. La consola està dissenyada exclusivament per al seu ús portàtil, sent més compacta que la Nintendo Switch original. Va ser dissenyada per Nintendo per facilitar el transport de la seva nova generació de consoles. A diferència de l'anterior consola, ve amb els controls integrats, no tenint Joy-Cons. Aquest dispositiu reprodueix solament els jocs disponibles en manera portàtil per la Nintendo Switch.
El seu llançament coincidirà amb l'estrena del remake de The Legend of Zelda:Link Awakening'

## Història
El 10 de juliol de 2019 Nintendo va publicar un vídeo al seu canal oficial de YouTube en el qual presentava la consola. En el vídeo es presenten els tres colors diferents en els quals es va llançar la consola: groc, gris i turquesa. A més d'aquests colors es va anunciar una edició especial, en commemoració del llançament del Pokémon Espada i Escudo.

## Característiques[3]
Dimensions
- 9 centímetres (3.6 polzades) d'alt.
- 20 centímetres (8.2 polzades) d'ample.
- 1.4 centímetres (0.55 polzades) de llarg.

Pes
- 277 grams.

Dimensió de pantalla
- 13.7 centímetres. (6.2 polzades)

Durada de la bateria
- De 3 a 7 hores.